# Lukas Haudum
Lukas Haudum (* 21. Mai 1997 in Linz) ist ein österreichischer Eishockeyspieler, der seit 2024 bei den Graz 99ers in der Österreichischen Eishockey-Liga unter Vertrag steht.

## Karriere
Haudum stammt aus dem Nachwuchs des EHC Linz und gab im Jänner 2014 sein Debüt in der Österreichischen Eishockey-Liga. Beim CHL Import Draft 2014 wurde er von den Mississauga Steelheads in der zweiten Runde als insgesamt 73. Spieler gezogen. Trotzdem wechselte er zur Saison 2014/15 nicht nach Nordamerika, sondern es zog ihn nach Schweden, wo er in der Jugend des Södertälje SK unter anderem in der J20 SuperElit aktiv war.
2016 wechselte er innerhalb Schwedens von Södertälje zu den Malmö Redhawks, für die er neben Einsätzen in der J20 SuperElit im Laufe der Saison 2016/17 seinen Einstand in der Svenska Hockeyligan gab. Im März 2017 wurde sein Junioren- in einen Profivertrag umgewandelt.
Im April 2018 wurde seine Rückkehr zum EHC Linz bekannt gegeben. Im Mai 2018 nutzte er allerdings seine Ausstiegsklausel, um weiterhin für den schwedischen Zweitligisten IK Pantern aufzulaufen. Zur Saison 2019/20 wechselte er zum EC KAC. Mit dem Klub wurde er 2021 Österreichischer Meister. 2022 wurde er zum Kärntner Eishockeysuperstar des Jahres gewählt. Nachdem er 2024 in das All-Star Team  der österreichischen Liga gewählt worden war, verließ er Klagenfurt und schloss sich den Graz 99ers an.

### Nationalmannschaft

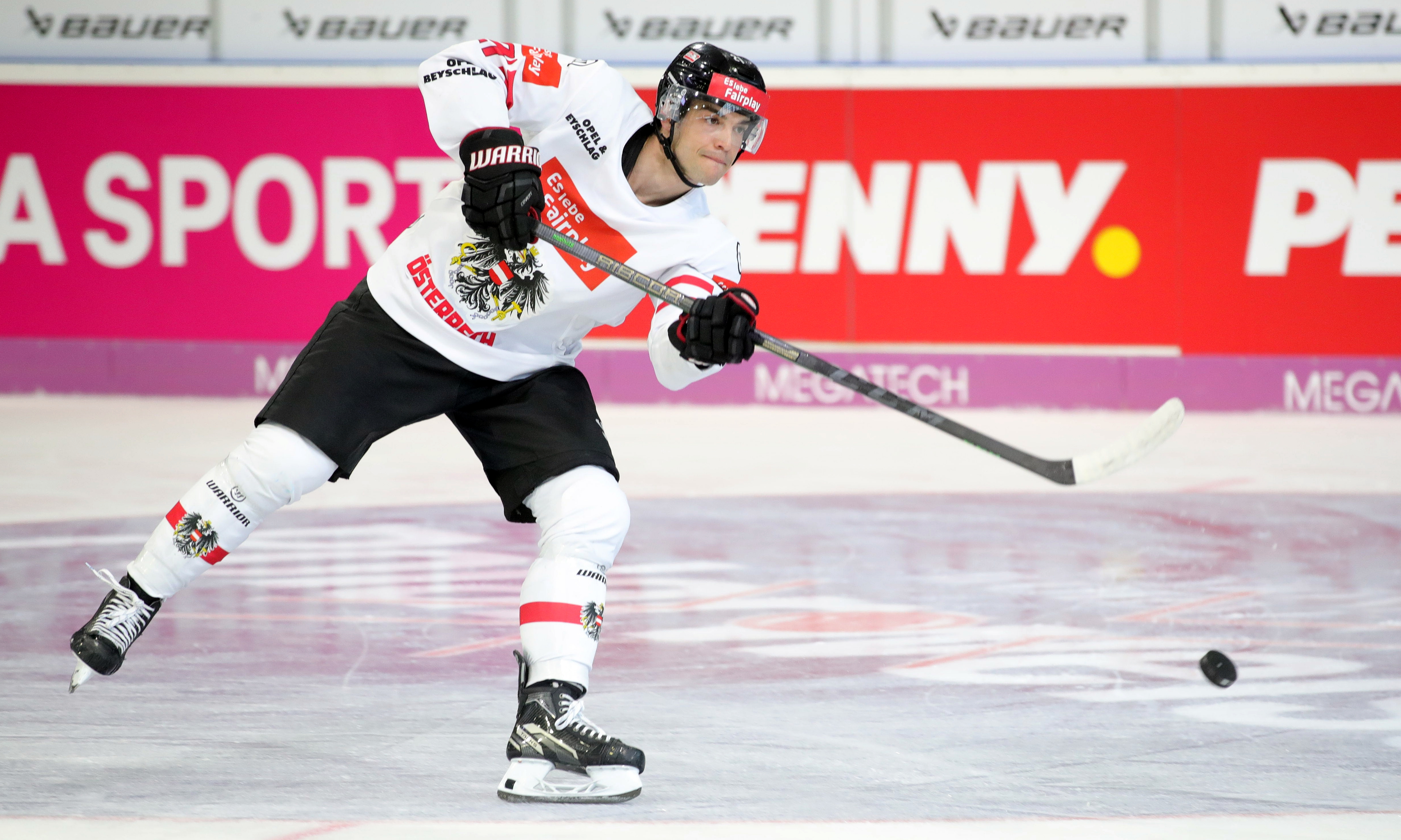
Haudum im Trikot der Österreichischen Nationalmannschaft (2023)

Im Juniorenbereich spielte Haudum für Österreich bei den U18-Weltmeisterschaften 2014 und 2015, wo er zum besten Spieler seiner Mannschaft gewählt wurde, sowie den U20-Weltmeisterschaften 2015, 2016 und 2017, als er erneut zum besten Spieler seiner Mannschaft gewählt wurde, jeweils in der Division I.
Sein Debüt in der österreichischen A-Nationalmannschaft gab Haudum bei der 0:4-Niederlage im Freundschaftsspiel gegen Ungarn am 15. April 2016 in Budapest. 2016 nahm Haudum erstmals mit der Nationalmannschaft an der Weltmeisterschaft der Division I teil, in der auch 2017 spielte. Nach dem dort erzielten Aufstieg spielte er 2018, 2019, 2022, 2023 und 2024 in der Top-Division. Zudem vertrat er seine Farben bei den Olympiaqualifikationsturnieren für die Winterspiele in Pyeongchang 2018, in Peking 2022 und in Mailand 2026.

## Erfolge und Auszeichnungen
- 2015 Aufstieg in die Division I, Gruppe A, bei der U18-Weltmeisterschaft der Division I, Gruppe B
- 2017 Aufstieg in die Top-Division bei der Weltmeisterschaft der Division I, Gruppe A
- 2021 Österreichischer Meister mit dem Klagenfurter AC
- 2022 Kärntner Eishockeysuperstar des Jahres
- 2024 All-Star Team der Österreichischen Eishockey-Liga

## Karrierestatistik
(Legende zur Spielerstatistik: Sp oder GP = absolvierte Spiele; T oder G = erzielte Tore; V oder A = erzielte Assists; Pkt oder Pts = erzielte Scorerpunkte; SM oder PIM = erhaltene Strafminuten; +/− = Plus/Minus-Bilanz; PP = erzielte Überzahltore; SH = erzielte Unterzahltore; GW = erzielte Siegtore; 1 Play-downs/Relegation; Kursiv: Statistik nicht vollständig)